# Sikorsky C-6
Sikorsky C-6 – amerykańska łódź latająca z lat 30. XX w., wojskowa wersja samolotu Sikorsky S-38. Samolot używany był przez United States Army Air Corps jako C6, oraz przez United States Navy jako PS/RS-2 i PS/RS-3.

## Historia

### USAAC
W latach 20. i w początkowych latach 30. XX wieku United States Army ponosiła odpowiedzialność za obronę linii brzegowej Stanów Zjednoczonych i ich zamorskich terytoriów. Aby umożliwić wykonywanie tej misji, USAAC zakupił równego typu samoloty-amfibie mogące operować zarówno z lotnisk lądowych, jak i z powierzchni wody. Pierwszym samolotem transportowym tego typu zakupionym przez USAAC była łódź latająca typu Sikorsky S-38B.
Samolot miał bardzo nietypową konstrukcję, był to dwusilnikowy półtorapłat, którego dolne skrzydło służyło bardziej jako część strukturalna dla podwozia, pływaków i podtrzymywania górnego skrzydła niż jako powierzchnia nośna. Samolot był żartobliwie określany jako „kolekcja części latająca w formacji” (a collection of parts flying in formation), jako że wszystkie główne części samolot (kadłub, gondole silnikowe, skrzydło główne i ogon) były osobnymi strukturami połączonymi razem licznymi zastrzałami i wspornikami.
Pierwszy samolot (numery seryjny Armii 29-406) został dostarczony pod koniec 1929, w czasie prób użytkowych w bazie Wright Field nosił tymczasowe oznaczenie XC-6. Po zakończeniu testów został przekazany do bazy Boiling Field w Waszyngtonie, gdzie służył jako samolot sztabowy.
W połowie 1930, USAAC zamówił kolejnych dziesięć samolotów tego typu w nieco zmienionej wersji (numery seryjne Armii 30-397/406), które otrzymały oznaczenie C-6A. Samoloty miał być używane głównie do patrolowania linii brzegowych i wszystkie samoloty z wyjątkiem jednego zostały przekazane do baz na wschodnim i zachodnim wybrzeżu USA oraz do baz zamorskich (Kanał Panamski, Nicols Field na Filipinach i Wheeler Field na Hawajach).
Jeden samolot (numer seryjny 30-405) był testowany jako samolot ratownictwa morskiego (SAR). Samolot został wyposażony w dwie duże flary M3 zamontowane na tylnych wspornikach kadłuba, które miały służyć do oznaczania pozycji rozbitków, ułatwiając ich znalezienie przez jednostki ratownicze.
Samoloty C-6A pozostały w służbie tylko do połowy 1933. Trzeci z zamówionych samolotów (30-399) rozbił się 25 lipca 1933 przy starcie z powodu utraty skrzydła. Śledztwo wykazało poważne zmęczenie wielu części struktur kadłuba samolotów powodowane twardymi lądowaniami na lotniskach lądowych. Podwozie samolotów okazało się zbyt sztywne, aby mogły one być używane głównie jako samoloty lądowe, stres twardych lądowań był przenoszony na strukturę skrzydeł, co doprowadziło do katastrofy. Po zakończeniu śledztwa wszystkie C-6A zostały uziemione i wkrótce je złomowano.

### US Navy

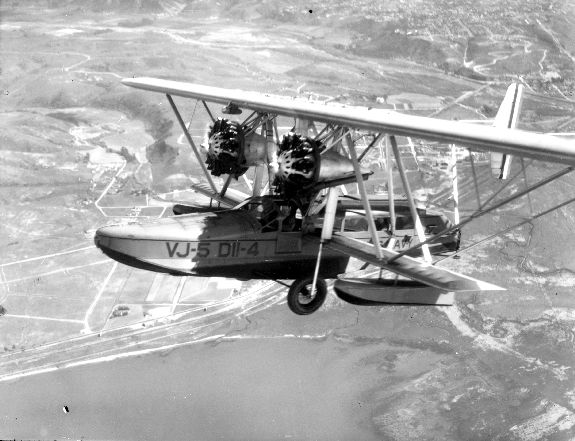
Sikorsky PS-3 dywizjonu VJ-5 w 1930

US Navy zakupiła dwa S-38 w 1928 które weszły do służby jako samoloty patrolowe PS-2, oraz trzy następne S-38B pomiędzy 1929 a 1932 które służyły jako PS-3. Samoloty US Navy były początkowo uzbrojone w karabiny maszynowe w przednich i tylnych stanowiskach strzeleckich, ale w późniejszym czasie uzbrojenie zostało wymontowane i samoloty służyły już jako transportowce z oznaczeniami RS-2 i RS-3.